# Городское поселение Обухово
Городско́е поселе́ние Обу́хово — упразднённое муниципальное образование в составе бывшего Ногинского муниципального района Московской области. Административный центр — рабочий посёлок Обухово.
Образовано 1 января 2006 года. Включает в себя территорию рабочего посёлка Обухово и села Балобаново.

## География
Городское поселение Обухово располагается на западе Ногинского района вдоль федеральной автодороги М7 «Волга» Москва — Нижний Новгород с 40 по 44 км. Граничит с городским поселением Монино Щёлковского района, сельским поселением Аксёно-Бутырское и городским поселением Старая Купавна Ногинского района. Площадь территории муниципального образования — 1567 га.
По территории поселения протекают реки Клязьма и Шаловка.

## История
Городское поселение Обухово образовано 1 января 2006 года согласно Федеральному закону «Об общих принципах организации местного самоуправления в Российской Федерации» из рабочего посёлка Обухово и села Балобаново. Изначально администрацией Ногинского района планировалось включить в состав поселения также деревни Аксёно-Бутырки, Алексеевка, Борилово, Ивашево, Каменки-Дранишниково, Старые Псарьки, Афанасово-1, Берёзовый мостик, Ельня, Новые Псарьки, Оселок, Пешково, Стулово, Аборино, Бездедово, Кашино, Колонтаево, Мелинки и Шульгино, а также посёлки Радиоцентр-9 и Горбуша, но позднее было создано сельское поселение Аксёно-Бутырское, куда и вошли все вышеперечисленные населённые пункты.

## Состав городского поселения
| № | Населённый пункт | Тип населённого пункта                  | Население |
| - | ---------------- | --------------------------------------- | --------- |
| 1 | Балобаново       | село                                    | ↗722      |
| 2 | Обухово          | рабочий посёлок, административный центр | ↘8486     |

## Население
| 2006    | 2007    | 2008    | 2009    | 2010    | 2011    |
| ------- | ------- | ------- | ------- | ------- | ------- |
| 10 636  | ↗11 184 | ↘10 632 | ↗11 194 | ↘10 207 | ↗10 323 |
| 2012    | 2013    | 2014    | 2015    | 2016    | 2017    |
| →10 323 | ↗10 442 | ↗10 644 | ↗10 820 | ↗10 841 | ↘10 784 |
| 2018    |         |         |         |         |         |
| ↘10 753 |         |         |         |         |         |

На 2011 год, по данным Госкомстата, на территории муниципального образования «Городское поселение Обухово» проживало 10192 жителя. Плотность населения составляла 630 чел./км². Между тем, по данным отчёта Главы муниципального образования «Городское поселение Обухово» за 2011 год, по состоянию на 31.12.2011 численность населения составляла 11247 человек.

## Местное самоуправление
4 сентября 2005 года Главой муниципального образования «Городское поселение Обухово» путём голосования жителей была избрана Глава администрации рабочего посёлка Обухово Терешкина Флюра Забировна сроком на четыре года. 11 октября 2009 года Главой был избран Буканов Василий Борисович сроком на пять лет.
10 апреля 2012 года решением Совета депутатов № 1/41-2012-СГПО Глава городского поселения Обухово Буканов Василий Борисович был удалён в отставку «в связи с неудовлетворительной оценкой деятельности <…> по результатам его отчётов за 2010 и 2011 год, данной два раза подряд».
Исполнение обязанностей главы поселения (за исключением главы администрации) до вступления в должность вновь избранного главы поселения были возложены на председателя Совета депутатов Карцова Олега Васильевича.
14 октября 2012 года на досрочных выборах Главой муниципального образования «Городское поселение Обухово» сроком на пять лет был избран заместитель главы администрации Сущенко Николай Радионович.
Совет депутатов городского поселения состоит из 15 человек. По результатам выборов 11 октября 2009 года и довыборов 10 октября 2010 года в нём представлены следующие партии:
- «Единая Россия» — 8 мест (53,3 %),
- самовыдвиженцы — 5 мест (33,3 %),
- «Справедливая Россия» — 1 место (6,7 %),
- ЛДПР — 1 место (6,7 %).

## Экономика
До 2002 года на территории городского поселения Обухово размещалось производственное предприятие ОАО «Ковры Обухово», некогда одно из ведущих предприятий своей отрасли, которое впоследствии обанкротилось, после чего оптом и в розницу было распродано содержимое складов. В настоящее время бывшие помещения предприятия сдаются в аренду, а также используются в складских целях.
Промышленность, в основном, представляют строительные, ремонтные, транспортные и складские предприятия с небольшой численностью работников.
Сельскохозяйственную деятельность на территории поселения осуществляет ЗАО «Ногинское».

## Транспорт
Транспортная проблема в городском поселении Обухово не стоит так остро в настоящее время ввиду относительно небольшой территории населённых пунктов. По территории поселения проходят два автобусных маршрута: Ногинск — Монино и Обухово — Электроугли автоколонны № 1783 города Ногинска, также шесть раз в будни и трижды в выходные с территории поселения отправляется автобус-экспресс до Москвы.

## Спортивные достижения
В городском поселении Обухово из видов спорта особенно развит хоккей с мячом. Местная команда СК «Обухово» (ранее — «Труд») является многократным чемпионом и обладателем Кубка Московской области, двукратным обладателем и чётырёхкратным финалистом Кубка ВЦСПС. За свою историю в Чемпионатах СССР и России команда несколько раз завоёвывала право выхода в соревнования более высокого уровня, но вынуждена была отказываться от участия в них из-за отсутствия финансовых гарантий.
Также в городском поселении работают секции футбола, волейбола, дзюдо, хоккея на траве.

## Достопримечательности
Главными достопримечательностями городского поселения Обухово можно назвать храм святых апостолов Петра и Павла (храм Вознесения Господня) посёлка Обухово (не позже XVI в. — 1937, 1989 — настоящее время), храм Троицы Живоначальной села Балобаново (1899, 1903—1929, 1992 — настоящее время), часовня Матроны Московской посёлка Обухово (2000), Дом культуры посёлка Обухово (1937, отремонтирован в 2006 году), мемориал в честь Победы в Великой Отечественной войне, стадион и спорткомплекс, открытые 13 февраля 2008 года.